# BTS (glasbena skupina)
BTS (korejsko: 방탄소년단), znana tudi kot Bangtan Sonyeondan, Bulletproof Boyscouts in od julija 2017 tudi kot Beyond The Scene, je sedemčlanska fantovska skupina iz Južne Koreje, ki jo je ustvarilo podjetje Big Hit Entertainment. BTS je trenutno najbolj popularna fantovska skupina na svetu. [po podatkih www.famousbirthdays.com]
Debitirali so 12. junija 2013 s pesmijo »No More Dream« z njihovega prvega albuma 2 Cool 4 Skool, za katero so prejeli več nagrad. Skupina je nadaljevala z vzponom in se uveljavila s poznejšimi albumi Dark & Wild (2014), The Most Beautiful Moment in Life, Del 2 (2015) in The Most Beautiful Moment in Life: Young Forever (2016). Drugi studijski album, Wings (2016), je na lestvici Billboard 200 dosegel 26. mesto, v Južni Koreji pa je postal najbolj prodajani album v zgodovini lestvice Gaun Album Chart. Prodan je bil v več kot 1,5 milijon izvodih. 
Naslednji album skupine je trilogija Love Yourself. Album Love Yourself: Her (2017) je takoj po izdaji dosegel 7. mesto na lestvici albumov Billboard 200. Njihov tretji studijski album, Love Yourself: Tear (2018), se je na lestvici albumov Billboard 200 zavihtel na prvo mesto, s čimer so postali edini predstavniki K popa, ki jim je to uspelo. Tretji album v seriji, Love Yourself: Answer, je prav tako dosegel prvo mesto na lestvici albumov Billboard 200 in bil prodan v več kot 2,5 milijon izvodih. 
Album Map Of The Soul: Persona (2019) se je prav tako zavihtel na prvo mesto na lestvici albumov Billboard 200. S tem so postali prva skupina po The Beatles, kateri je uspelo doseči, da ima v manj kot v enem letu 3 albume na prvem mestu lestvice albumov Billboard 200.
Album "BE" je s svojo uspešnico "Dynamite" pristal na Billboard Hot 100 kot #1.
10. 6. 2022 so izdali najnovejši album z naslovom Proof. Poleg albuma so izdali tudi pesem “Yet to come”.
Zelo popularni so predvsem v svoji domovini (Južna Koreja), na Japonskem in drugih bližnjih azijskih državah, v zadnjih letih pa jim je uspel tudi preboj na mednarodno glasbeno sceno; koncertirali so že v ZDA  in Južni Ameriki ter tudi po Evropi.
Vsi so trenutno na vojaškem usposabljanju. Najhitreje pride nazaj najstarejši član Jin - 16.6.2024

## Člani
Skupino sestavlja sedem članov:
- Jin (진), rojstno ime: Kim Seokjin (김석진), rojen: 4. december 1992, pevec
- Suga (슈가), rojstno ime: Min Yoongi (민윤기), rojen: 9. marec 1993, reper
- J-Hope (제이홉), rojstno ime: Jung Hoseok (정호석), rojen: 18. februar 1994, reper, glavni plesalec in koreograf
- RM (알엠; prej znan kot Rap Monster), rojstno ime: Kim Namjoon (김남준), rojen: 12. september 1994, vodja skupine in reper
- Jimin (지민), rojstno ime: Park Jimin (박지민), rojen: 13. oktober 1995, pevec, plesalec in koreograf
- V (뷔), rojstno ime: Kim Taehyung (김태형), rojen: 30. december 1995, pevec
- Jungkook (정국), rojstno ime: Jeon Jungkook (전정국), rojen: 1. september 1997, pevec, reper in koreograf